# 수리터널
수리터널(修理터널, Suri Tunnel)은 안양시 만안구 안양동과 군포시 산본동을 잇는 수도권제1순환고속도로 상의 터널로, 수리산을 관통한다. 1995년 6월 산본 나들목 ~ 장수 나들목 구간과 함께 착공되어 1999년 11월 26일 개통되었다.
터널 서쪽으로는 수암터널으로 이어지며, 동쪽으로는 산본 나들목과 안양고가교로 연결된다.

## 같이 보기
- 수암터널: 일산 방면, 다음 터널
- 안양터널: 판교 방면, 다음 터널
- 안양고가교